# Biskupi Aosty
Biskupi Aosty – lista biskupów diecezjalnych włoskiej diecezji Aosta.

## Biskupi diecezjalni
- Valbert (1186–1212)
- Giacomo da Porzia (1213–1219)
- Bonifacy z Valpergi (1219–1243)
- Rodolfo Grossi du Chastelar (1243–1246)
- Pierre de Pra (1246–1256)
- Pierre d’Etroubles (1258–1259)
- Pietro du Palais (1260–1263)
- Umberto di Villette (1266–1272)
- Aime de Chantal (1272–1273)
- Simon de Duin (1275–1283)
- Niccolò di Bersatoribus (1283–1301)
- Aimeric de Quarto (1301–1313)
- Arduce de Pont-Saint-Martin (1318–1327)
- Niccolò de Bersatori (1327–1361)
- Aymeric di Quart (1361–1375)
- Bonifacio di Challant (1375–1376)
- Jacques Ferrandin de Saint-Marcel (1377–1399)
- Pierre de Sonnaz (1399–1410)
- Ogerio Moriset (1411–1433)
- Giorgio di Saluzzo (1433–1440)
- Giovanni di Prangins (1440–1444)
- Antoine de Prez (1444–1464)
- François Desprez (1464–1511)
- Ercole d’Azeglio (1511–1515)
- Amedeo Berruti (1515–1525)
- Pietro Gazino CRL (1528–1557)
- Marcantonio Bobba (1557–1568)
- Girolamo Ferragatta OSA (1568–1572)
- Cesare Gromis (1572–1585)
- Giovanni Goffredo Ginod (1586–1592)
- Onorato Lascaris CRSA (1594)
- Bartolomeo Ferrero (1595–1607)
- Lodovico Martini (1611–1621)
- Giovanni Battista Vercellino (1623–1651)
- Philibert Milliet de Faverges CRL (1656–1658)
- Filiberto Alberto Bailly B (1659–1691)
- Alessandro Lambert (1692–1698)
- François Amédée Milliet d’Arvillars (1699–1727)
- Jacques Rambert (1727–1728)
- Jean Grillet OP (1729–1730)
- Pierre François de Sales de Thorens (1741–1783)
- Paolo Giuseppe Solaro (1784–1803)
- Andreas Maria de Maistre (1818)
- Jean-Baptiste-Marie Aubriot de la Palme (1819–1823)
- Evasio Secundo Agodino (1824–1831)
- Andrea Jourdain (1832–1859)
- Giacomo Giuseppe Jans (1867–1872)
- Joseph-Auguste-Melchior Duc (1872–1907)
- Giovanni Vincenzo Tasso CM (1908–1919)
- Claudio Calabrese (1920–1932)
- Francesco Imberti (1932–1945)
- Mathurin Blanchet OMI (1946–1968)
- Ovidio Lari (1968–1994)
- Giuseppe Anfossi (1994–2011)
- Franco Lovignana (od 2011)